# Feilluns
Feilluns (anciennement nommée Felluns  jusqu'en février 2020) est une commune française située dans le département des Pyrénées-Orientales, en région Occitanie.
Ses habitants sont appelés les Feillunois.
Feilluns est une commune rurale qui compte 60 habitants en 2022, après avoir connu un pic de population de 160 habitants en 1851. Ses habitants sont appelés les Fellunois ou  Fellunoises.

## Géographie

### Localisation
La commune de Feilluns se trouve dans le département des Pyrénées-Orientales, en région Occitanie.
Elle se situe à 34 km à vol d'oiseau de Perpignan, préfecture du département, à 17 km de Prades, sous-préfecture, et à 32 km de Rivesaltes, bureau centralisateur du canton de la Vallée de l'Agly dont dépend la commune depuis 2015 pour les élections départementales.
La commune fait en outre partie du bassin de vie d'Ille-sur-Têt.
Les communes les plus proches sont : 
Pézilla-de-Conflent (2,6 km), Ansignan (2,6 km), Prats-de-Sournia (2,7 km), Le Vivier (2,7 km), Saint-Martin-de-Fenouillet (3,0 km), Trilla (3,8 km), Saint-Arnac (4,2 km), Sournia (5,0 km).
Sur le plan historique et culturel, Feilluns fait partie du Fenouillèdes, une dépression allongée entre les Corbières et les massifs pyrénéens recouvrant la presque totalité du bassin de l'Agly. Ce territoire est culturellement une zone de langue occitane.

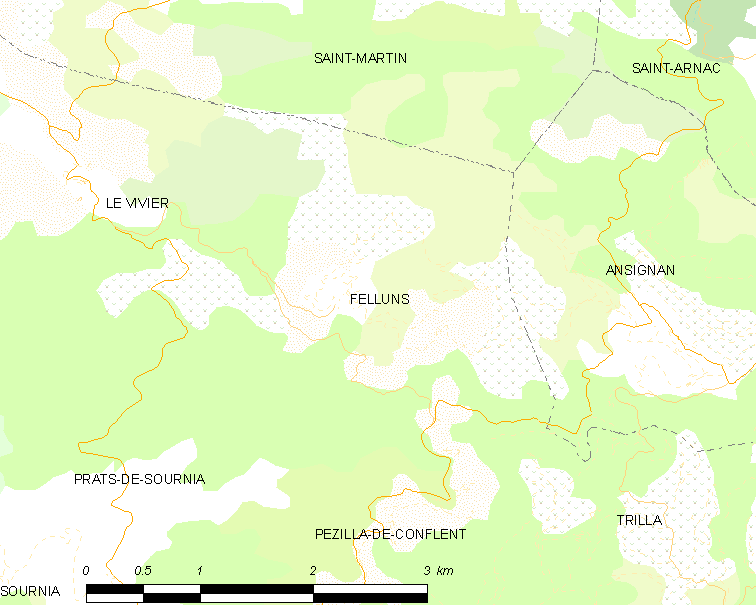
Situation de Feilluns.

|                  | Saint-Martin-de-Fenouillet |          |
| Le Vivier        | Feilluns                   | Ansignan |
| Prats-de-Sournia | Pézilla-de-Conflent        | Trilla   |

### Géologie et relief
La commune est classée en zone de sismicité 3, correspondant à une sismicité modérée.

### Hydrographie
Le confluent de la Matassa et de la Désix se situe dans la commune.

### Climat
Pour des articles plus généraux, voir Climat de l'Occitanie et Climat des Pyrénées-Orientales.
En 2010, le climat de la commune est de type climat du Bassin du Sud-Ouest, selon une étude du CNRS s'appuyant sur une série de données couvrant la période 1971-2000. En 2020, Météo-France publie une typologie des climats de la France métropolitaine dans laquelle la commune est exposée à un climat de montagne ou de marges de montagne et est dans la région climatique Pyrénées orientales, caractérisée par une faible pluviométrie, un très bon ensoleillement (2 600 h/an), un air sec, particulièrement en hiver et peu de brouillards.
Pour la période 1971-2000, la température annuelle moyenne est de 12,9 °C, avec une amplitude thermique annuelle de 14,9 °C. Le cumul annuel moyen de précipitations est de 837 mm, avec 7,7 jours de précipitations en janvier et 4,3 jours en juillet. Pour la période 1991-2020, la température moyenne annuelle observée sur la station météorologique la plus proche, située sur la commune de Saint-Paul-de-Fenouillet à 6 km à vol d'oiseau, est de 14,7 °C et le cumul annuel moyen de précipitations est de 765,9 mm,. Pour l'avenir, les paramètres climatiques de la commune estimés pour 2050 selon différents scénarios d’émission de gaz à effet de serre sont consultables sur un site dédié publié par Météo-France en novembre 2022.

## Urbanisme

### Typologie
Au 1er janvier 2024, Feilluns est catégorisée commune rurale à habitat très dispersé, selon la nouvelle grille communale de densité à sept niveaux définie par l'Insee en 2022.
Elle est située hors unité urbaine et hors attraction des villes,.

### Occupation des sols

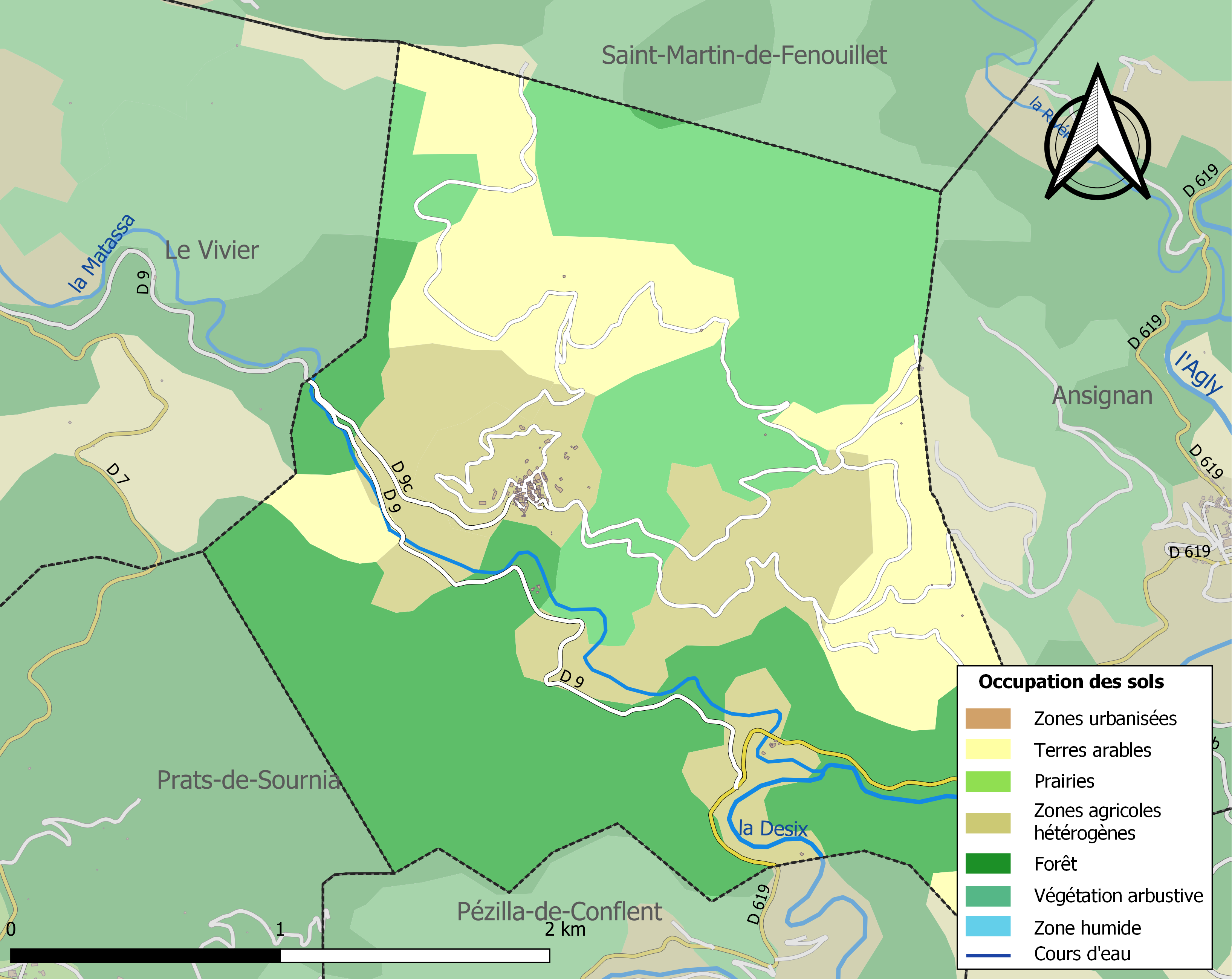
Carte des infrastructures et de l'occupation des sols de la commune en 2018 (CLC).

L'occupation des sols de la commune, telle qu'elle ressort de la base de données européenne d’occupation biophysique des sols Corine Land Cover (CLC), est marquée par l'importance des forêts et milieux semi-naturels (58,1 % en 2018), en augmentation par rapport à 1990 (56,8 %). La répartition détaillée en 2018 est la suivante : 
forêts (33,5 %), milieux à végétation arbustive et/ou herbacée (24,6 %), cultures permanentes (21,7 %), zones agricoles hétérogènes (20,2 %).
L'IGN met par ailleurs à disposition un outil en ligne permettant de comparer l’évolution dans le temps de l’occupation des sols de la commune (ou de territoires à des échelles différentes). Plusieurs époques sont accessibles sous forme de cartes ou photos aériennes : la carte de Cassini (XVIIIe siècle), la carte d'état-major (1820-1866) et la période actuelle (1950 à aujourd'hui).

### Risques majeurs
Le territoire de la commune de Feilluns est vulnérable à différents aléas naturels : inondations, climatiques (grand froid ou canicule), feux de forêt, mouvements de terrain et séisme (sismicité modérée). Il est également exposé à un risque particulier, le risque radon,.

#### Risques naturels

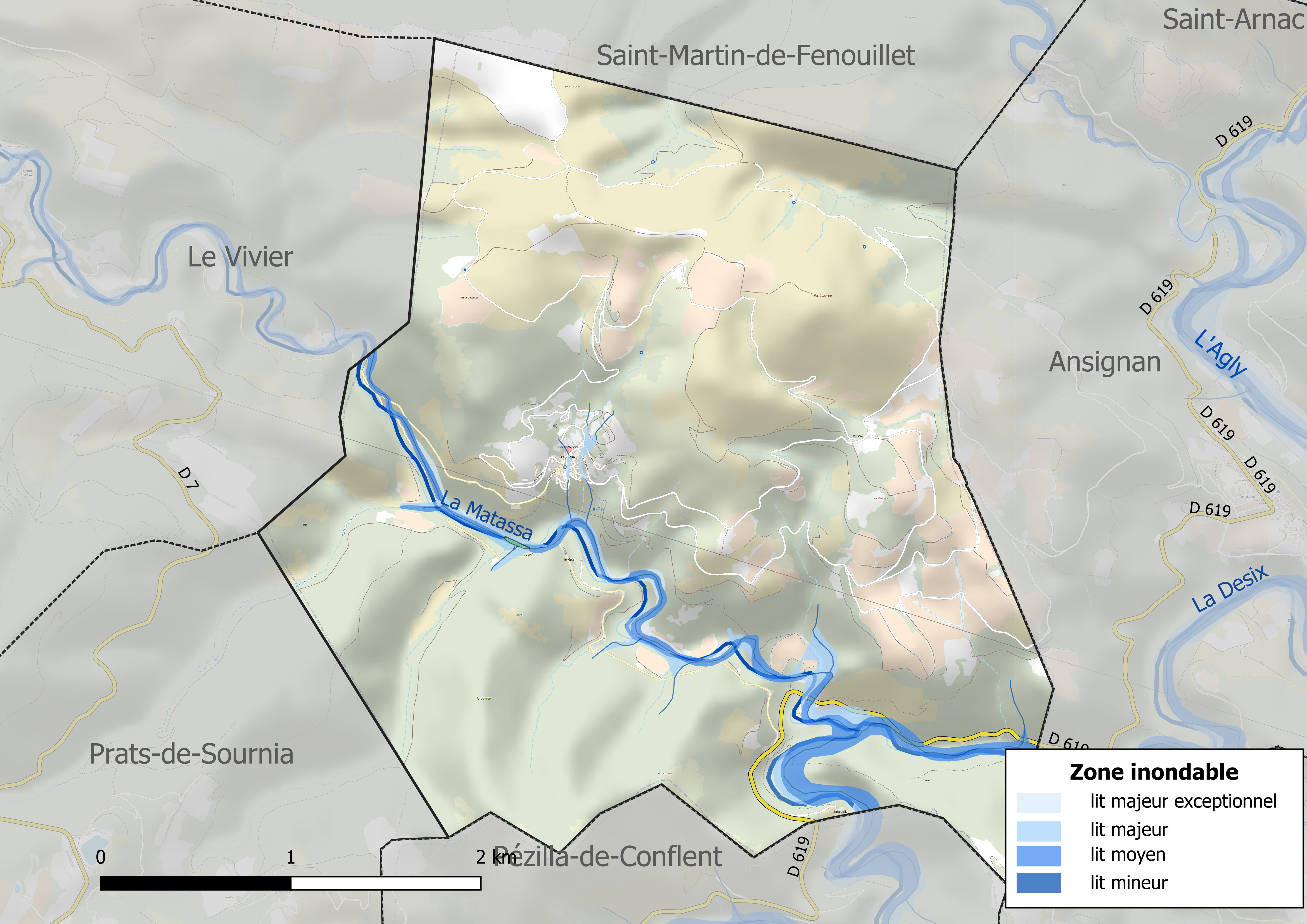
Zones inondables de la commune de Feilluns.

Certaines parties du territoire communal sont susceptibles d’être affectées par le risque d’inondation par crue torrentielle de cours d'eau du bassin de l'Agly.
Les mouvements de terrain susceptibles de se produire sur la commune sont soit des glissements de terrain, soit des chutes de blocs.

#### Risque particulier
Dans plusieurs parties du territoire national, le radon, accumulé dans certains logements ou autres locaux, peut constituer une source significative d’exposition de la population aux rayonnements ionisants. Toutes les communes du département sont concernées par le risque radon à un niveau plus ou moins élevé. Selon la classification de 2018, la commune de Feilluns est classée en zone 3, à savoir zone à potentiel radon significatif.

## Toponymie
En occitan, le nom de la commune est Felhuns.
Fullonibus est mentionné en 1259. Une étymologie possible pourrait être la présence par le passé d'un foulon, moulin à eau servant à battre les draps, la laine ou les peaux.
Par un décret du 26 février 2020, la commune de Felluns change de nom officiellement et devient Feilluns.

## Histoire
Diverses traces d'habitats préhistoriques ainsi que la présence de plusieurs dolmens témoignent d'une occupation ancienne de la région.
Le territoire de Feilluns semble avoir été la possession de la famille féodale du Vivier dès le haut Moyen Âge.

## Politique et administration

### Liste des maires
| Période   | Période  | Identité       | Étiquette | Qualité |
| --------- | -------- | -------------- | --------- | ------- |
|           |          |                |           |         |
| mars 2001 | En cours | Claude Fillol, |           |         |

## Population et société

### Démographie ancienne
La population est exprimée en nombre de feux (f) ou d'habitants (H).
| 1720 | 1789 |
| ---- | ---- |
| 55 f | 21 f |

Note : hormis 1720 et 1789, la population de Feilluns est toujours comptée avec celle de Pézilla-de-Conflent sous l'Ancien Régime.

### Démographie contemporaine
L'évolution du nombre d'habitants est connue à travers les recensements de la population effectués dans la commune depuis 1793. Pour les communes de moins de 10 000 habitants, une enquête de recensement portant sur toute la population est réalisée tous les cinq ans, les populations de référence des années intermédiaires étant quant à elles estimées par interpolation ou extrapolation. Pour la commune, le premier recensement exhaustif entrant dans le cadre du nouveau dispositif a été réalisé en 2005.

En 2022, la commune comptait 60 habitants, en évolution de −14,29 % par rapport à 2016 (Pyrénées-Orientales : +3,92 %, France hors Mayotte : +2,11 %).
| 1793 | 1800 | 1806 | 1821 | 1831 | 1836 | 1841 | 1846 | 1851 |
| ---- | ---- | ---- | ---- | ---- | ---- | ---- | ---- | ---- |
| 117  | 109  | 125  | 114  | 131  | 142  | 140  | 140  | 160  |

| 1856 | 1861 | 1866 | 1872 | 1876 | 1881 | 1886 | 1891 | 1896 |
| ---- | ---- | ---- | ---- | ---- | ---- | ---- | ---- | ---- |
| 149  | 152  | 142  | 140  | 134  | 131  | 132  | 128  | 110  |

| 1901 | 1906 | 1911 | 1921 | 1926 | 1931 | 1936 | 1946 | 1954 |
| ---- | ---- | ---- | ---- | ---- | ---- | ---- | ---- | ---- |
| 99   | 103  | 99   | 98   | 82   | 99   | 84   | 80   | 98   |

| 1962 | 1968 | 1975 | 1982 | 1990 | 1999 | 2005 | 2006 | 2010 |
| ---- | ---- | ---- | ---- | ---- | ---- | ---- | ---- | ---- |
| 83   | 76   | 57   | 42   | 48   | 57   | 60   | 60   | 55   |

| 2015 | 2020 | 2022 | - | - | - | - | - | - |
| ---- | ---- | ---- | - | - | - | - | - | - |
| 68   | 63   | 60   | - | - | - | - | - | - |

| selon la population municipale des années : | 1968 | 1975 | 1982 | 1990 | 1999 | 2006 | 2009 | 2013 |
| Rang de la commune dans le département      | 191  | 191  | 212  | 204  | 192  | 197  | 202  | 200  |
| Nombre de communes du département           | 232  | 217  | 220  | 225  | 226  | 226  | 226  | 226  |

### Enseignement
Il n'y a pas d'école à Feilluns.

### Manifestations culturelles et festivités
- Fête patronale : dernier jeudi d'août[32] ;
- Fête communale : 15 août[32].

### Santé
La commune ne compte aucun personnel de santé.

## Économie

### Emploi
|                | 2008   | 2013   | 2018   |
| -------------- | ------ | ------ | ------ |
| Commune        | 19,4 % | 25,6 % | 16,2 % |
| Département    | 10,3 % | 12,9 % | 13,3 % |
| France entière | 8,3 %  | 10 %   | 10 %   |

En 2018, la population âgée de 15 à 64 ans s'élève à 40 personnes, parmi lesquelles on compte 67,6 % d'actifs (51,4 % ayant un emploi et 16,2 % de chômeurs) et 32,4 % d'inactifs,. Depuis 2008, le taux de chômage communal (au sens du recensement) des 15-64 ans est supérieur à celui de la France et du département.
La commune est hors attraction des villes,. Elle compte 5 emplois en 2018, contre 18 en 2013 et 17 en 2008. Le nombre d'actifs ayant un emploi résidant dans la commune est de 21, soit un indicateur de concentration d'emploi de 26 % et un taux d'activité parmi les 15 ans ou plus de 44,6 %.
Sur ces 21 actifs de 15 ans ou plus ayant un emploi, 4 travaillent dans la commune, soit 21 % des habitants. Pour se rendre au travail, 89,5 % des habitants utilisent un véhicule personnel ou de fonction à quatre roues, 5,3 % les transports en commun et 5,3 % n'ont pas besoin de transport (travail au domicile).

### Activités hors agriculture
4 établissements sont implantés  à Feilluns au 31 décembre 2019.
Le secteur de la construction est prépondérant sur la commune puisqu'il représente 50 % du nombre total d'établissements de la commune (2 sur les 4 entreprises implantées  à Feilluns), contre 14,3 % au niveau départemental.

### Agriculture
|               | 1988 | 2000 | 2010 | 2020 |
| ------------- | ---- | ---- | ---- | ---- |
| Exploitations | 8    | 7    | 2    | 1    |
| SAU (ha)      | 122  | 118  | 281  | 2    |

La commune est dans les Fenouillèdes », une petite région agricole occupant le nord-ouest  du département des Pyrénées-Orientales. En 2020, l'orientation technico-économique de l'agriculture  sur la commune est la viticulture. Une seule  exploitation agricole ayant son siège dans la commune est recensée lors du recensement agricole de 2020 (huit en 1988). La superficie agricole utilisée est de 2 ha,,.

## Culture locale et patrimoine

### Monuments et lieux touristiques
Feilluns a la particularité de ne pas posséder de monument aux morts sur son territoire.
- Caouno del Moro, dolmen ;
- Dolmen du roc de l'Arca ;
- Église Saint-Julien des Albas, église romane située dans le hameau Les Albas ;
- Église paroissiale Sainte-Marie, autre église romane.

### Héraldique
| Blason de Feilluns | Blason  | De sable au chevron d'argent, au chef du même.   |
| Blason de Feilluns | Détails | Le statut officiel du blason reste à déterminer. |